# Мегино-Алдан
Ме́гино-Алда́н (якут. Мэҥэ Алдан) — село в Томпонском районе Республики Саха (Якутия) России. Административный центр и единственный населённый пункт Мегино-Алданского наслега.

## География
Село находится в восточной части Якутии, в пределах Центральноякутской низменности, на левом берегу реки Алдан и расстоянии примерно 46 км (по прямой) к западу от посёлка Хандыга, административного центра района.
Климат
Климат характеризуется как резко континентальный. Абсолютный минимум температуры воздуха самого холодного месяца составляет −58 — −60 °C; абсолютный максимум самого тёплого месяца — 30 — 35 °C.
Часовой пояс
Село Мегино-Алдан находится в часовой зоне МСК+6. Смещение применяемого времени относительно UTC составляет +9:00.

## Население
| 1989 | 2002  | 2010  | 2012  | 2013 | 2014 | 2015 |
| ---- | ----- | ----- | ----- | ---- | ---- | ---- |
| 1000 | ↗1075 | ↘1020 | ↘1003 | ↘976 | ↘950 | ↗955 |
| 2016 | 2017  | 2018  | 2019  | 2020 | 2021 |      |
| ↗957 | ↘937  | ↘921  | ↘914  | ↘912 | ↗913 |      |

Половой состав
По данным Всероссийской переписи населения 2010 года в гендерной структуре населения мужчины составляли 48 %, женщины — соответственно 52 %.
Национальный состав
Согласно результатам переписи 2002 года, в национальной структуре населения якуты составляли 96 % из 1075 чел.

## Улицы
| - ул. Алданская, - ул. Березовая, - ул. Е. Борисовой, - ул. Е. Неймохова, - ул. им. Братьев Березиных, | - ул. Коммуны, - ул. Кытыл, - ул. Лахаат, - ул. Мира, - ул. Молодёжная, | - ул. Набережная, - ул. Октябрьская, - ул. Парковая, - кв-л. Сана-Олох, - ул. Тураннаах. |